# Karosserifabrikken
Karosserifabrikken i Helsingør er et privat ejet spillested, der drives af Musikforeningen Karosserifabrikken i Murergade i Helsingør.
Navnet afspejler bygningens historie. I 1922 blev aktieselskabet Karosserifabrikken Kronborg stiftet, og fra 1928-1957 havde fabrikken til huse i fabrikshallerne på Murergade. Karosserifabrikken var en af de første og største karosserifabrikker i landet.
I 1935 blev fabrikshallerne udvidet med et - efter datidens standard - meget stort malerværksted på 84 kvadratmeter. Dobbelt så stort som normale regler tillod, men da man her byggede omnibusser var det nødvendigt for at kunne håndtere de største køretøjer.
Scenen i spillestedet er placeret i det tidligere malerværksted og hovedparten af publikum står på det originale fabriksgulv, hvor der blandt andet blevet producerede 800 førerkabiner til lastbiler. Produktionen af køretøjer omfattede alt fra store busser til mindre erhvervskøretøjer til bagere, bryggerier og lignende.
Op gennem 1950´ene blev der også bygget Københavner Taxier i hallerne – en speciel model taxi med ekstra sæder og plads til passagerne. Bygningen har således været en væsentlig historisk del af den industrielle udvikling i Helsingør før og efter 2. verdenskrig.
I dag gør bygningens kraftige konstruktion i beton, at lokalerne er velegnet som koncertsal med gode akustiske egenskaber.
I 2013 husede den tidligere karosserifabrik Musikkens Hus, der har været ramme om en lang række forskellige kulturelle aktiviteter - herunder Sweet Silence Studios, pladeselskabet og tour-managementet Eastwing & Partnere og galleriudstillinger med malende musikere.
Efter en større renovering i 2019 åbner spillestedet Karosserifabrikken 31. oktober 2019. Spillestedet arbejder tæt sammen med Musikforeningen Karosserifabrikken og de frivillige kræfter i foreningen.
Omdrejningspunktet er kærlighed til musikken og lysten til at skabe positive arrangementer til glæde for lokalområdet.
Karosserifabrikken er ikke en del af det kommunale/regionale tilskudssystem. Det betyder at økonomien kan være begrænset, men at spillestedet har stor åndelig og aktivitetsmæssig handlefrihed.
Ambitionen bag spillestedet er at lave 25 rock- og popkoncerter om året for op til 330 gæster ad gangen.